# Nahiara Díaz
Nahiara Díaz González (* 25. Januar 2004 in Caviahue-Copahue) ist eine argentinische Skilangläuferin.

## Werdegang
Díaz nahm bis 2021 an Juniorenrennen teil und startete nach mehreren ersten Plätzen bei FIS-Rennen zu Beginn der Saison 2021/22 erstmals international bei den Olympischen Winterspielen 2022 in Peking, wo sie den 95. Platz über 10 km klassisch sowie den 82. Platz im Sprint errang. Bei den folgenden Junioren-Skiweltmeisterschaften in Lygna kam sie auf den 79. Platz im Sprint und auf den 77. Rang über 10 km klassisch. Nach zwei zweiten sowie einen ersten Platz und den dritten Gesamtrang beim South-America-Cup zu Beginn der Saison 2022/23, errang sie beim Balkan-Cup in Ravna Gora zweimal auf den dritten Platz und belegte bei den Nordischen Skiweltmeisterschaften 2023 in Planica den 73. Platz über 10 km Freistil, den 68. Rang im Sprint und zusammen mit Agustina Groetzner den 20. Platz im Teamsprint. Zudem wurde sie argentinische Meisterin im Sprint. In der Saison 2023/24 gewann sie mit vier ersten Plätzen den South-America-Cup und erreichte bei den Junioren-Skiweltmeisterschaften 2024 in Planica den 59. Platz über 10 km klassisch, den 47. Rang im Sprint, den 43. Platz im 20-km-Massenstartrennen sowie den 19. Platz mit der Staffel. Im Sommer 2024 gewann sie mit zwei ersten Plätzen sowie je einem zweiten und dritten Platz erneut die Gesamtwertung des South-America-Cups.

## Siege bei Continental-Cup-Rennen
| Nr. | Datum              | Ort            | Disziplin        | Serie             |
| --- | ------------------ | -------------- | ---------------- | ----------------- |
| 1.  | 4. September 2022  | Cerro Catedral | 5 km Freistil    | South-America-Cup |
| 2.  | 7. September 2023  | Cerro Catedral | 5 km Freistil    | South-America-Cup |
| 3.  | 8. September 2023  | Cerro Catedral | Sprint klassisch | South-America-Cup |
| 4.  | 23. September 2023 | Corralco       | 7,5 km Freistil  | South-America-Cup |
| 5.  | 24. September 2023 | Corralco       | Sprint Freistil  | South-America-Cup |
| 6.  | 2. September 2024  | Cerro Catedral | 5 km Freistil    | South-America-Cup |
| 7.  | 12. September 2024 | Corralco       | Sprint Freistil  | South-America-Cup |

## Teilnahmen an Weltmeisterschaften und Olympischen Winterspielen

### Olympische Spiele
- 2022 Peking: 82. Platz Sprint Freistil, 95. Platz 15 km klassisch

### Nordische Skiweltmeisterschaften
- 2023 Planica: 20. Platz Teamsprint Freistil, 68. Platz Sprint klassisch, 73. Platz 10 km Freistil